# Scientific Reports
Scientific Reports (Sci. Rep. o SR) és una revista científica revisada per experts llançada el 2011 i publicada pel Nature Publishing Group.
Juntament amb PLOS One i PeerJ, és una de les megarevistes disponibles en línia i en accés obert que publiquen articles que abasten una àmplia gamma de disciplines. Avalua els articles segons la validesa científica dels seus resultats més que per la seva novetat o importància o el seu impacte potencial.